# Лада (ім'я)
Лада — давньословяньске ім'я, яке в сучасному світі часто плутають[хто?] з ім'ям Влада. Воно ще є ім'ям слов'янської богині Лади.
Іншими мовами пишеться як: англ. Lada, нім. Lada, рос. Лада.
Жінка з ім'ям «Лада» найчастіше є творчою людиною, і може побудувати кар'єру в творчості, стати популярною акторкою, співачкою, художником, моделлю… Також вона може просто віддатись сім'ї, і стати гарною дружиною і матір'ю.
| icon | Це незавершена стаття про імена та ономастику. Ви можете допомогти проєкту, виправивши або дописавши її. |